# Symbolophorus barnardi
Symbolophorus barnardi és una espècie de peix de la família dels mictòfids i de l'ordre dels mictofiformes.

## Morfologia
- Els mascles poden assolir 11,6 cm de longitud total.[1][2]

## Reproducció
Assoleix la maduresa sexual en arribar als 9,5 cm de llargària.

## Depredadors
A Sud-àfrica és depredat per Merluccius capensis i Malacocephalus laevis.

## Hàbitat
És un peix marí i d'aigües profundes que viu entre 100-800 m de fondària.

## Distribució geogràfica
Es troba a tots els oceans de l'hemisferi sud.